# Agnesa Mironovová
Agnessa Ivanovna Mironovová (1903–1982) byla manželka příslušníka sovětské tajné policie NKVD Sergeje Naumoviče Mironova. 

Dospívala v Majkopu, kde v období VŘSR dokončovala gymnázium. S prvním manželem, synem pravoslavného duchovního a zároveň vojákem a policistou, se seznámila roku 1924. Velmi brzy[kdy?] se však seznámila s pozdějším druhým manželem, Sergejem Mironovem, a to v Rostově na Donu, kde byla na politickém školení pro manželky vojáků. V roce 1938 se stěhují do Moskvy do vládního obytného domu. Po zatčení a odsouzení manžela roku 1940 byla vystěhována z vládního domu, sama byla zatčena až později za války a byla odeslána na 5 let do gulagu v Kazachstánu. Zde pracovala jako zdravotní sestra. Po propuštění odjela do Litvy za sestrou a i zde pracovala v nemocnici. Celou dobu svého života neúspěšně usilovala o rehabilitaci svého druhého manžela. Sama byla rehabilitována roku 1958.

## Dílo
- JAKOVLVENKOVÁ, Mira - MIRONOVOVÁ, Agnessa: Agnessa: Zpověď ženy stalinského čekisty, vyd. Maraton 2021[1]